# Matilda Ekholm
Matilda Ekholm (nacida el 15 de junio de 1982 en Linköping, Suecia) es una jugadora sueca de tenis de mesa.

## Carrera
En 2001 participó en los primeros torneos, pero no pudo celebrar grandes victorias. En 2002 ganó los Campeonatos Nórdicos en dobles y mixto. En 2003, fue rechazada debido a la fuerte competencia de Suecia y solo pudo volver a presentarse en 2005. Allí, la sueca participó en su primer Campeonato del Mundo, donde llegó a la tercera ronda en dobles. En el World Tour, pudo llegar a la tercera ronda de todos los torneos. En 2006, ella falló con el equipo en el Campeonato del Mundo en la primera ronda. En 2007 llegó en individuales en el Campeonato del Mundo en la tercera ronda en dobles, en el Ekholm falló en individual prematuramente. Participó por segunda vez en el campeonato de Europa por segunda vez después de 2005, pero no logró mucho. En 2008, se clasificó para los Juegos Olímpicos, pero el Comité Olímpico Sueco se negó a participar. En el Campeonato del Mundo perdió con su equipo en el último lugar. En 2009 Ekholm participó en los Campeonato de Europa y del Mundo, pero también fracasó. En 2010, participó en solo dos torneos y cayó en el ranking mundial hasta el lugar número 100. En 2011 participó en el Campeonato del Mundo quedando en los últimos 64.
Después de eso Ekholm ya no se presentó internacionalmente. Sin embargo, participó en los Juegos Olímpicos de 2016.
NOTA: Publicación totalmente negativa. Ekholm ha sido una gran jugadora y ha cosechado grandes victorias.

## Asociaciones
- 1990-1995: Vkingstad SK (Suecia)
- 1995-2000: Saab BTK (Suecia)
- 2000-2001: Rönnige SK (Suecia)
- 2001-2004: Ängby SK (Suecia)